# Gnidia usafuae
Gnidia usafuae är en tibastväxtart som beskrevs av Ernest Friedrich Gilg. Gnidia usafuae ingår i släktet Gnidia och familjen tibastväxter. Inga underarter finns listade i Catalogue of Life.